# Чурілін Олексій Павлович
Олексі́й Па́влович Чурі́лін (нар. 1916 — пом. 1982) — радянський військовий льотчик-винищувач часів Другої світової війни, полковник авіації. Герой Радянського Союзу (1945).

## Життєпис
Народився 26 грудня 1916 року на хуторі Ширявському, нині на території Таскалинського району Західно-Казахстанської області Казахстану, в селянській родині. Росіянин. Закінчив сільськогосподарський технікум і аероклуб в Уральську. Працював інкасатором в обласному відділенні Держбанку.
До лав РСЧА призваний Уральським МВК 5 квітня 1940 року. У 1941 році закінчив Сталінградську військову авіаційну школу пілотів.
Учасник німецько-радянської війни з 15 грудня 1942 року. Воював у складі 611-го винищувального авіаційного полку на Закавказькому, Північно-Кавказькому, Південному, 4-у, 3-у і 1-у Українських фронтах. Літав на винищувачах І-153, Як-1, Як-3. Член ВКП(б) з 1943 року.
До 2 березня 1945 року здійснив 273 бойових вильоти, з них: на прикриття штурмовиків і бомбардувальників — 117, на штурмовку військ і техніки супротивника — 72, на прикриття наземних військ — 45, на повітряну розвідку — 38. Провів 83 повітряних бої, у яких особисто збив 17 літаків ворога.
Після закінчення війни продовжив військову службу у ВПС СРСР. У 1972 році полковник О. П. Чурілін вийшов у запас. Мешкав у Новоросійську, де й помер 23 серпня 1982 року. Похований на кладовищі «Сонячне» по Мисхакському шосе.

## Нагороди
Указом Президії Верховної Ради СРСР від 18 серпня 1945 року за зразкове виконання бойових завдань командування на фронті боротьби з німецькими загарбниками та виявлені при цьому відвагу і героїзм, майорові Чуріліну Олексію Павловичу присвоєне звання Героя Радянського Союзу з врученням ордена Леніна і медалі «Золота Зірка» (№ 8052).
Також нагороджений двома орденами Червоного Прапора (05.03.1943, 12.01.1945), орденами Олександра Невського (05.08.1944), Вітчизняної війни 2-го ступеня (25.08.1943), чотирма орденами Червоної Зірки (14.02.1943, …) і медалями.

## Пам'ять
Ім'ям Олексія Чуріліна названо вулицю в селі Таскала. На фасаді будинку, у якому він жив у Новоросійську, встановлено меморіальну дошку.